# 街角のラブソング
「街角のラブソング」（まちかどのラブソング）は、南沙織通算23枚目のシングル。1977年7月21日発売。発売元はCBS・ソニー。

## 解説
作詞・作曲はB面曲も含めて「メリー・ジェーン」を歌ってヒットさせた、つのだひろ（現・つのだ☆ひろ）が初めて担当。
本楽曲で『第28回NHK紅白歌合戦』に出場をした（通算7回目）。その映像は、2006年6月14日発売の35周年CD-BOX『Cynthia  Premium』に収められたDVDでも見ることが出来る。翌78年は出場者発表前に引退したため出場をしていないが、1971年から1977年の現役中に放送された、すべてのNHK紅白出場歌手に選出される快挙となった。
ビジュアル面では、本シングル発売前に特徴的な頭センター別けの黒髪をヘア・チェンジしている。当時出演したフジテレビ系音楽番組『夜のヒットスタジオ』では、ヘア・チェンジした理由を「母親から、黒くて長い髪は重く見えるとのアドバイスを受けたので」と語った。 
PV集『Hello!Cynthia』（1984.11.21）にはミュージック・ビデオ が収録されている。街中を闊歩したり、オープンカーに乗ったり、カメラに向かってウィンクを投げたりと、カジュアルな姿を見ることが出来る。本人はのちに、この時期は唯一 "芸能人らしさ" を意識したと明かした。

## 収録曲
- 両楽曲とも、作詞・作曲: つのだひろ、編曲: 萩田光雄

1. 街角のラブソング（3:25）
2. 青春（はる）の電車（3:40）

## 収録作品（LP・CD）
- 街角のラブソング

Hello!Cynthia
シンシア・ラブ
シンシア・メモリー
THE BEST / 南沙織 -1978年6月版-
THE BEST / 南沙織 -1978年11月版-
THE BEST / 南沙織 -1979年6月版-
THE BEST / 南沙織 -1979年11月版-
THE BEST / 南沙織 -1980年版-
THE BEST / again 南沙織
南沙織ベスト Recall 〜28 SINGLES SAORI + 1〜
Cynthia Memories
GOLDEN J-POP/THE BEST 南沙織
CYNTHIA ANTHOLOGY
南沙織 THE BEST 〜 Cynthia-ly
ドーナツ盤型12cmCDコレクション
Cynthia Premium
GOLDEN☆BEST 南沙織 コンプリート・シングルコレクション
ゴールデン☆アイドル 南沙織
CYNTHIA ALIVE
- 街角のラブソング -Live #1-

SAORI ON STAGE
CYNTHIA ANTHOLOGY
- 街角のラブソング -Live #2-

Good-by Cynthia
Cynthia Memories
- 青春の電車

Hello!Cynthia
Cynthia Memories
CYNTHIA ANTHOLOGY
ドーナツ盤型12cmCDコレクション
Cynthia Premium
ゴールデン☆アイドル 南沙織